# Лисогірський район (Саратовська область)
Лисогірський район (рос. Лысогорский район) — муніципальне утворення в Саратовській області. Адміністративний центр району — смт Лисі Гори. Населення району — 19 586 осіб.

## Географія
Розташований у південній частині Правобережжя, на заході Приволзької височини, в басейні річки Медведиці. Річка має тут широку заплаву, яка часто затоплюється в весняну повінь, що істотно ускладнює автотранспортне сполучення та негативно впливає на стан доріг на цій території. На території району протікають так само досить повноводні річки Карамиш і Латрик. Район є третім в Саратовській області по лісистості.
Межує з Волгоградською областю; Красноармійським, Саратовським, Татищевським, Аткарським і Калінінським районами Саратовської області.

## Історія
Лисогірський район утворено 23 липня 1928 року у складі Саратовського округу Нижньоволзького краю. До його складу увійшла територія колишньої Лисогірської волості Аткарського повіту Саратовської губернії.
З 1934 року район у складі Саратовського краю, з 1936 року — у складі Саратовської області.
19 травня 1960 року до складу району включена територія скасованого Широко-Карамишського району.
В 1963–1965 роках район було скасовано.
З 1 січня 2005 року район перетворений на муніципальне утворення Лисогірський муніципальний район.

## Економіка
Район сільськогосподарський, виробляє зерно, соняшник, продукцію тваринництва. Підприємства з ремонту сільськогосподарської техніки, птахофабрика, консервний завод.
Є корисні копалини: родовища нафти і  газу, добуваються глини, щебінь і глауконітовий пісок.
Діє найбільша в Саратовській області Лисогірська птахофабрика. В райцентрі Лисі Гори організована страусина ферма.

## Пам'ятки
Пам'ятки природи — Лиса Гора, Біле озеро, вікові дубові насадження. В районі села Широкий Карамишев знаходиться заказник Чунаков, де мешкає бобер європейський, європейський олень, сибірська сарна, заєць-біляк, водоплавна птиця. В заплаві річки — поселення хохулі і норки європейської. Біля села Велика Дмитрівка в 1890 році поміщиком Дурновим, побудований на схилі височини ставок існуючий і нині, відрізняється мальовничими видами природи, у водоймі живуть різноманітні риби, черепахи, бобри, ростуть папороті.
Вододільні і заплавні ліси району та річки Медведиця, Карамиш, Латрик є прекрасним місцем для відпочинку.
Пам'ятники археології 3-2 т. до н. е. десятки курганів і поховань сарматів Поволжя і індоіранців. В 2004 року виявлені на річці Мала Піскуватка біля с. Великі Копени три колодязя і поселення індоіранців що датуються бронзовою добою, що можна назвати сенсацією оскільки вважалося що люди того часу не могли «приручити» воду. Цінні знахідки з курганів біля сіл Велика Дмитрівка і Широкий Карамишев зберігаються у Саратовських музеях краєзнавства.
На території Лисогірського муніципального району розташовані два лісництва Лисогірське і Ширококарамишське. Загальна площа Лисогірського лісництва становить 17792 га, до його складу входять два дільничних лісництва — Лисогірське (9982га) та Урицьке (7810га) в основному це сосна звичайна, кедр і їх гібрид, дуб, береза, модрина тощо.